# (19308) 1996 TO66
(19308) 1996 TO66, também escrito como (19308) 1996 TO66, é um objeto transnetuniano que está localizado no Cinturão de Kuiper, uma região do Sistema Solar. Este corpo celeste pode está em uma ressonância orbital de 11:19 com o planeta Netuno e é um membro da família Haumea. Ele possui uma magnitude absoluta de 4,5 e tem um diâmetro estimado de 181 km para 409 km.

## Descoberta
(19308) 1996 TO66 foi descoberto no dia 24 de outubro de 2003 pelos astrônomos Chadwick A. Trujillo, David C. Jewitt e Jane X. Luu.

## Origem
Com base em seu padrão comum de IV com absorções de água-gelo e espectro visível neutro, e pelo agrupamento de seus elementos orbitais, os KBOs (19308) 1996 TO66, (24835) 1995 SM55, (55636) 2002 TX300, (120178) 2003 OP32, e (145453) 2005 RR43 parecem ser fragmentos colisionais quebrados do planeta anão Haumea.

## Características orbitais
A órbita de (19308) 1996 TO66 tem uma excentricidade de 0,121 e possui um semieixo maior de 43,158 UA. O seu periélio leva o mesmo a uma distância de 37,941 UA em relação ao Sol e seu afélio a 48,375 UA.